# Casal Núria
El casal Núria és una obra del municipi de Sant Julià de Vilatorta (Osona) protegida com a bé cultural d'interès local.

## Descripció
Es tracta d'una casa amb planta baixa i tres pisos. És coberta a dos vessants amb un ampli voladís. La part baixa és recoberta amb pedra artificial fent fris i emmarcant les obertures. El portal és de mig punt i al primer pis s'hi obren un balcó amb barana de ferro forjat i presenta unes galeries o porxos d'arc de mig punt sostinguts per pilars. L'interior d'aquest recinte és decorat amb pintures al fresc. La part superior sobresurt un balcó de fusta que recorda les construccions nòrdiques. La casa fa xamfrà i es prolonga pel c/ Marquès de la Quadra on hi ha un portal més petit. La casa està rodejada per jardins que segueixen les línies estètiques de la casa. És un bell conjunt, i l'estat de conservació és bo.

## Història
Sobre un edifici antic, com indica la data de la llinda (1764), es degué construir la nova casa coneguda pel Bar Núria. És obra d'un constructor de Vilatorta i oncle d'en Camil Pallàs. A la façana de ponent hi ha una llegenda que diu: "SOM FETA D'EN JOSEP PALLAS [amb el relleu d'una paleta i una escarpa]". El mateix constructor feu altres obres al poble com són les populars fonts de Sant Julià. L'estil el podem jutjar d'historicista amb elements modernistes, noucentistes i fins i tot barrocs.